# Turbo tuberculosus
Turbo tuberculosus is een slakkensoort uit de familie van de Turbinidae. De wetenschappelijke naam van de soort is voor het eerst geldig gepubliceerd in 1834 door Quoy & Gaimard.